# The Odd Slipper
The Odd Slipper è un cortometraggio muto del 1915 diretto da Burton L. King.

## Produzione
Il film fu prodotto dalla Selig Polyscope Company.

## Distribuzione
Distribuito dalla General Film Company, il film, un cortometraggio in una bobina, uscì nelle sale cinematografiche statunitensi il 10 febbraio 1915.